# 刘庆棠
刘庆棠（1932年—2010年5月2日），奉天蓋平县（今辽宁盖州市）人。早年学习舞蹈。建国后，被送到苏联学习芭蕾舞。回国后，在中央芭蕾舞团任演员、演员队副队长。后加入中国共产党。“文化大革命”期间，任中央芭蕾舞剧团革委会中共核心小组副组长、中共中央芭蕾舞剧团党委书记、中共十大主席团成员、第四届全国人大主席团成员、中华人民共和国文化部副部长。1976年10月21日，被正式羁押，开除党籍。1983年被判处有期徒刑17年，剥夺政治权利4年。1985年保外就医，1993年10月刑满。